# Marina scopa
Marina scopa är en ärtväxtart som beskrevs av Rupert Charles Barneby. Marina scopa ingår i släktet Marina och familjen ärtväxter. Inga underarter finns listade i Catalogue of Life.